# 大眼扁花鱂
大眼扁花鱂，為輻鰭魚綱鯉齒目鯉齒亞目花鳉科的其中一種，分布於非洲加彭、剛果民主共和國、喀麥隆的淡水流域，體長可達6公分，棲息在雨林覆蓋的溪流，屬肉食性，生活習性不明。

## 擴展閱讀
維基物種上的相關：大眼扁花鱂